# Anja Freese
Anja Freese (ur. 22 stycznia 1965 roku we Fryburgu) – niemiecka aktorka.

## Filmografia
- 2000: Luftpiraten
- 2001: Im Namen des Gesetzes
- 2002: Tödliche Freundschaften
- 2002: Rosenheim Cops
- 1998: Medicopter 117 jako Doktor Gabrielle Kollmann
- 1994: Wache, Die jako KK Beatrice Koeppen
- 1995: Balko jako Elvira Tischmann
- 1995–2001: Stefan Frank - lekarz znany i lubiany